# Arquidiócesis de Natal
La arquidiócesis de Natal (en latín: Archidioecesis Natalensis y en portugués: Arquidiocese de Natal) es una circunscripción eclesiástica de la Iglesia católica en Brasil. Se trata de una arquidiócesis latina, sede metropolitana de la provincia eclesiástica de Natal. Desde el 22 de julio de 2023 su arzobispo es João Santos Cardoso.

## Territorio y organización

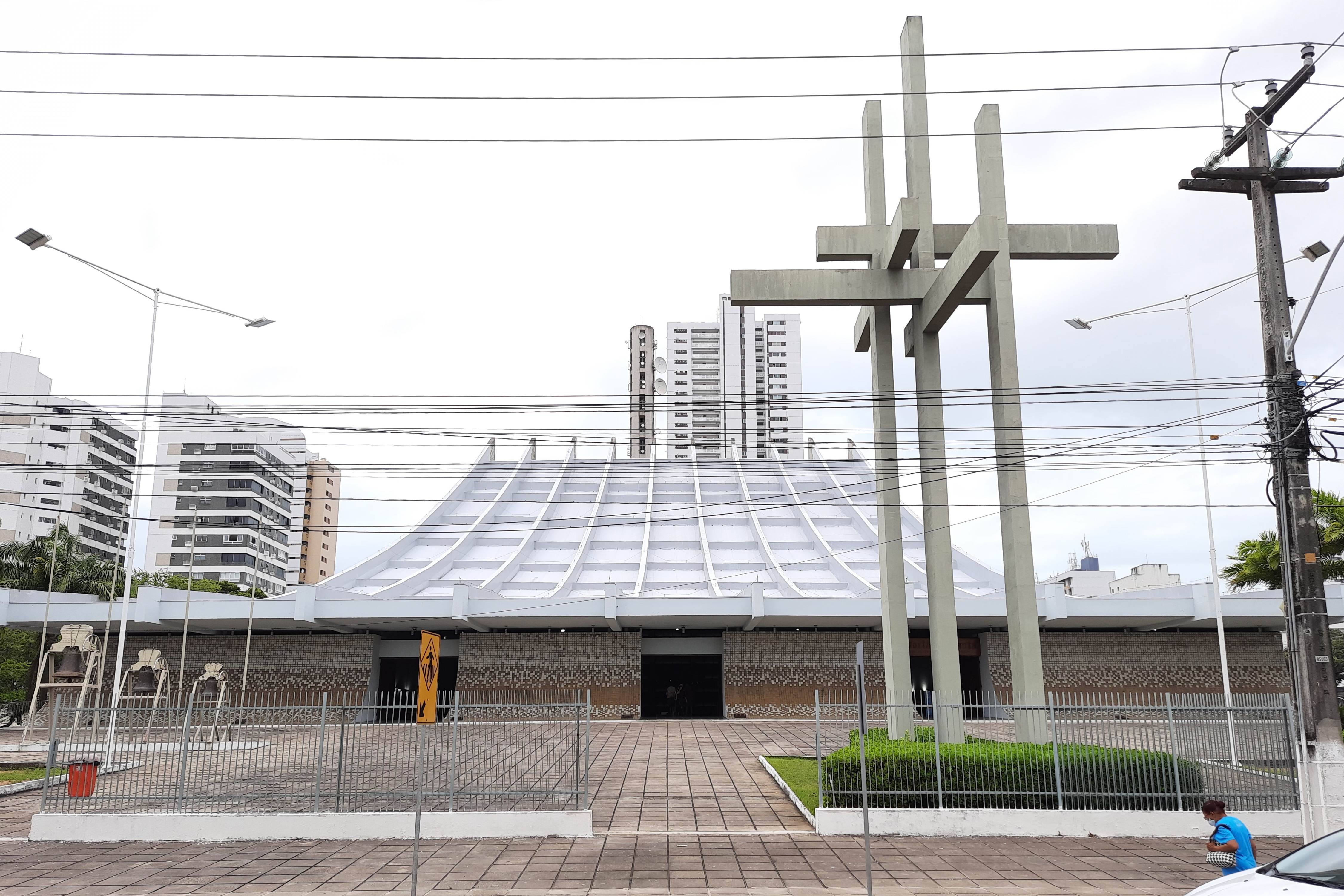
Catedral metropolitana de la Arquidiócesis.

La arquidiócesis tiene 25 153 km² y extiende su jurisdicción sobre los fieles católicos de rito latino residentes en 81 municipios del estado de Río Grande del Norte: Natal, Afonso Bezerra, Alto do Rodrigues, Angicos, Arês, Baía Formosa, Barcelona, Bento Fernandes, Bodó, Bom Jesus, Brejinho, Caiçara do Norte, Caiçara do Rio do Vento, Campo Redondo, Canguaretama, Ceará-Mirim, Coronel Ezequiel, Extremoz, Fernando Pedroza, Galinhos, Goianinha, Guamaré, Ielmo Marinho, Ipanguaçu, Itajá, Jaçanã, Jandaíra, Japi, Jardim de Angicos, João Câmara, Lagoa d'Anta, Lagoa de Pedras, Lagoa de Velhos, Lagoa Salgada, Lajes, Lajes Pintadas, Macaíba, Macau, Montanhas, Monte Alegre, Monte das Gameleiras, Nísia Floresta, Nova Cruz, Parazinho, Passa e Fica, Passagem, Pendências, Pedra Grande, Pedra Preta, Pedro Avelino, Pedro Velho, Poço Branco, Pureza, Riachuelo, Ruy Barbosa, Santa Cruz, Santa Maria, Santana do Matos, Santo Antônio, São Bento do Norte, São Bento do Trairi, São Gonçalo do Amarante, São José de Mipibu, São José do Campestre, São Miguel do Gostoso, São Paulo do Potengi, São Pedro, São Rafael, São Tomé, Senador Elói de Souza, Senador Georgino Avelino, Serra Caiada, Serra de São Bento, Serrinha, Sítio Novo, Taipu, Tangará, Tibau do Sul, Touros, Vera Cruz y Vila Flor.
La sede de la arquidiócesis se encuentra en la ciudad de Natal, en donde se halla la Catedral de Nuestra Señora de la Presentación.
En 2019 en la arquidiócesis existían 106 parroquias agrupadas en 14 zonas pastorales.
La arquidiócesis tiene como sufragáneas a las diócesis de: Caicó y Mossoró.

## Historia

### Diócesis
La diócesis de Natal fue erigida el 29 de diciembre de 1909 con la bula Apostolicam in singulis del papa Pío X, tomando el territorio de la entonces diócesis de Paraíba.
Originalmente fue sufragánea de la arquidiócesis de San Salvador de Bahía, pasó a formar parte de la provincia eclesiástica de la entonces arquidiócesis de Olinda el 5 de diciembre de 1910, pero ya el 6 de febrero de 1914 pasó a ser sufragánea de la arquidiócesis de Paraíba.
El 28 de julio de 1934 cedió una porción de su territorio para la erección de la diócesis de Mossoró mediante la bula Pro ecclesiarum omnium del papa Pío XI.
El 25 de noviembre de 1939 cedió otra porción de su territorio para la erección de la diócesis de Caicó mediante la bula E dioecesibus del papa Pío XII.

### Arquidiócesis
El 16 de febrero de 1952 la diócesis fue elevada al rango de arquidiócesis metropolitana con la bula Arduum onus del papa Pío XII.
El 17 de noviembre de 1953, con la carta apostólica Quae mortalibus, el Papa Pío XII proclamó a la Santísima Virgen María de la Presentación como patrona principal de la ciudad episcopal y de la arquidiócesis.
El 21 de noviembre de 1988 se consagró la nueva catedral.
El 5 de marzo de 2000 el papa Juan Pablo II beatificó a dos sacerdotes de la arquidiócesis de Natal, André de Soveral y Ambrogio Francesco Ferro y a veintiocho de sus compañeros (Mártires de Uruaçu). Los treinta mártires fueron fusilados por soldados holandeses y portugueses mientras asistían a misa en 1645, algunos murieron el 16 de julio, otros el 3 de octubre.

## Estadísticas
De acuerdo al Anuario Pontificio 2020 la arquidiócesis tenía a fines de 2019 un total de 1 752 799 fieles bautizados.
| Año                                                                             | Población            | Población | Población      | Sacerdotes | Sacerdotes    | Sacerdotes    | Bautizados por sacerdote | Diáconos permanentes | Religiosos | Religiosos | Parroquias |
| Año                                                                             | Bautizados católicos | Total     | % de católicos | Total      | Clero secular | Clero regular | Bautizados por sacerdote | Diáconos permanentes | Varones    | Mujeres    | Parroquias |
| ------------------------------------------------------------------------------- | -------------------- | --------- | -------------- | ---------- | ------------- | ------------- | ------------------------ | -------------------- | ---------- | ---------- | ---------- |
| 1965                                                                            | 700 000              | ?         | ?              | 65         | 43            | 22            | 10 769                   |                      |            | 34         | 9          |
| 1968                                                                            | ?                    | ?         | ?              | 62         | 45            | 17            | ?                        |                      | 27         | 199        | 26         |
| 1976                                                                            | 906 321              | 946 221   | 95.8           | 63         | 49            | 14            | 14 386                   |                      | 19         | 215        | 39         |
| 1980                                                                            | 1 192 000            | 1 257 000 | 94.8           | 52         | 39            | 13            | 22 923                   |                      | 22         | 245        | 40         |
| 1990                                                                            | 1 280 000            | 1 440 000 | 88.9           | 61         | 45            | 16            | 20 983                   |                      | 30         | 265        | 48         |
| 1999                                                                            | 1 488 000            | 1 671 000 | 89.0           | 87         | 73            | 14            | 17 103                   | 3                    | 22         | 245        | 55         |
| 2000                                                                            | 1 200 000            | 1 539 608 | 77.9           | 103        | 86            | 17            | 11 650                   | 13                   | 25         | 245        | 56         |
| 2001                                                                            | 1 424 518            | 1 826 305 | 78.0           | 99         | 81            | 18            | 14 389                   | 13                   | 31         | 248        | 57         |
| 2002                                                                            | 1 965 834            | 2 520 300 | 78.0           | 100        | 83            | 17            | 19 658                   | 19                   | 28         | 219        | 61         |
| 2003                                                                            | 1 282 960            | 1 832 793 | 70.0           | 119        | 98            | 21            | 10 781                   | 20                   | 32         | 392        | 64         |
| 2004                                                                            | 1 627 542            | 1 923 667 | 84.6           | 118        | 98            | 20            | 13 792                   | 25                   | 37         | 298        | 67         |
| 2013                                                                            | 1 783 000            | 2 229 000 | 80.0           | 163        | 137           | 26            | 10 938                   | 68                   | 60         | 194        | 87         |
| 2016                                                                            | 1 829 000            | 2 284 000 | 80.1           | 197        | 166           | 31            | 9284                     | 83                   | 58         | 173        | 103        |
| 2019                                                                            | 1 752 799            | 2 191 000 | 80.0           | 208        | 175           | 33            | 8426                     | 89                   | 60         | 170        | 106        |
| Fuente: Catholic-Hierarchy, que a su vez toma los datos del Anuario Pontificio. |                      |           |                |            |               |               |                          |                      |            |            |            |

## Episcopologio
- Joaquim Antônio d'Almeida † (3 de octubre[7] 1910-14 de junio de 1915 renunció[nota 1])
  - Sede vacante (1915-1917)
- Antôniodos Santos Cabral † (1 de septiembre de 1917-21 de noviembre de 1921 nombrado obispo de Belo Horizonte)
- José Pereira Alves † (27 de octubre 1922-27 de enero de 1928 nombrado obispo de Niterói)
- Marcolino Esmeraldo de Sousa Dantas † (1 de marzo de 1929-8 de abril de 1967 falleció)
- Nivaldo Monte † (6 de septiembre de 1967-6 de abril de 1988 retirado)
- Alair Vilar Fernandes de Melo † (6 de abril de 1988-27 de octubre 1993 retirado)
- Heitor de Araújo Sales (27 de octubre 1993-26 de noviembre de 2003 retirado)
- Matias Patrício de Macêdo (26 de noviembre de 2003-21 de diciembre de 2011 retirado)
- Jaime Vieira Rocha, desde el 21 de diciembre de 2011